# Ron Miller (Filmproduzent)
Ronald William Miller (* 17. April 1933 in Los Angeles, Kalifornien; † 9. Februar 2019 in Napa, Kalifornien) war ein US-amerikanischer Filmproduzent, American-Football-Spieler und der Schwiegersohn von Walt und Lillian Disney. Er war von 1980 bis 1984 Präsident und von 1983 bis 1984 CEO von The Walt Disney Company.

## Leben
Miller war in den frühen 1950ern ein Football-Star an der University of Southern California und spielte zeitweise auch für die Los Angeles Rams. 1954 heiratete er Walt Disneys Tochter Diane Marie Disney, seit 1957 war er für dessen Unternehmen tätig. Er arbeitete als Produzent und Co-Produzent zahlreicher Live-Action-Features und wurde nach dem Tod Walt Disneys und seines Nachfolgers Roy O. Disney auf Betreiben von Card Walker zum Präsidenten (1980) und CEO (1983) ernannt. Zu seinen besonderen Leistungen gehörte die Gründung des Labels Touchstone Pictures (1983) und des Fernsehsenders Disney Channel.
Als Initiator kostspieliger, aber beim Publikum wenig erfolgreicher Projekte wie des mit frühen Computeranimationen ausgestatteten Spielfilms Tron geriet er jedoch in die Kritik. Nachdem die unbefriedigende wirtschaftliche Entwicklung bereits feindliche Übernahmeversuche ausgelöst hatte und er im August 1984 zum Rücktritt aufgefordert wurde, legte er seine Ämter nieder und schied aus dem Unternehmen und dem Filmgeschäft aus.

## Filmografie (Auswahl)
- 1968: Wie klaut man ein Gemälde? (Never a Dull Moment)
- 1972: Es kracht – es zischt – zu seh’n ist nischt (Now You See Him, Now You Don’t)
- 1977: Abenteuer auf Schloß Candleshoe (Candleshoe)
- 1977: Der tolle Käfer in der Rallye Monte Carlo (Herbie Goes to Monte Carlo)
- 1977: Elliot, das Schmunzelmonster (Pete’s Dragon)
- 1976: Ein ganz verrückter Freitag (Freaky Friday)
- 1978: Der Sieg der Sternenkinder (Return from Witch Mountain)
- 1978: Die Katze aus dem Weltraum (The Cat from Outer Space)
- 1979: Das schwarze Loch (The Black Hole)
- 1979: König Artus und der Astronaut (The Spaceman and King Arthur)
- 1980: Bruchlandung im Paradies (The Last Flight of Noah’s Ark)
- 1980: Herbie dreht durch (Herbie Goes Bananas)
- 1981: Cap und Capper (The Fox and the Hound)
- 1982: Mit dem Wind nach Westen (Night Crossing)